# Rudolf Lehmann (oficial)
Rudolf Lehmann (30 de enero de 1914 - 17 de septiembre de 1983) fue un comandante de rango medio de las Waffen-SS de la Alemania Nazi durante la II Guerra Mundial. Recibió la Cruz de Caballero de la Cruz de Hierro. Tras la guerra, Lehmann fue autor de una historia de la unidad de la División SS Leibstandarte publicada en alemán por HIAG, un grupo lobby de postguerra de las Waffen-SS, y en inglés por J.J. Fedorowicz Publishing.

## Carrera
Nacido en 1914, Lehmann se unió a las Waffen-SS en abril de 1935. Después fue situado en el regimiento Germania de las SS, que después se convertiría en la División SS Das Reich, y después en la Leibstandarte SS Adolf Hitler en octubre de 1940. A finales de 1944, Lehmann se trasladó al 1.º Cuerpo Panzer SS como jefe de Estado Mayor. Permaneció en este puesto hasta marzo de 1945, cuando fue hecho comandante divisional de la División SS Das Reich. Lideró la división durante la Operación Despertar de Primavera, las batallas en torno al Lago Balaton y Viena.
Después de la guerra, Lehmann fue autor de tres volúmenes sobre la historia de la unidad de la Leibstandarte producido bajo los auspicios del HIAG, un grupo lobby y organización de veteranos revisionista de antiguo personal de alto rango de las Waffen-SS. La obra fue publicada en 1977-82 por la editorial derechista Munin-Verlag. Lehmann murió en 1983.

## Condecoraciones
- Cruz de Hierro (1939) 2ª Clase (15 de noviembre de 1939) & 1ª Clase (29 de mayo de 1940)[1]
- Cruz Alemana en Oro el 1 de noviembre de 1943 como SS-Sturmbannführer en la División SS Leibstandarte[2]
- Cruz de Caballero de la Cruz de Hierro con Hojas de Roble
  - Cruz de Caballero el 23 de febrero de 1944 como SS-Obersturmbannführer e Ia (oficial de operaciones) de la División SS Leibstandarte[3]

Lehmann fue nominado a las Hojas de Roble hacia el fin de la guerra. No hay evidencias creíbles de la condecoración en los Archivos Federales de Alemania. Las Hojas de Roble fueron presentadas ilegalmente por Sepp Dietrich el 6 de mayo de 1945, que fue anunciado por el 6.º Ejército Panzer.